# Dhamar'ali Watar
Dhamar'ali Watar (sabäisch ḏmrʿly wtr Ḏamarʿalī Watar), Sohn des Karib'il Bayyin I., war ein Herrscher (Mukarrib) von Saba. Er regierte vermutlich um 540 v. Chr.
Dhamar'ali Watar ist von zwei Inschriften bekannt. Eine von ihnen erinnert an die Bestätigung der von Karib'il Bayyin durchgeführten Erweiterung des Glacis der damals noch sabäischen Stadt Naschq. Eine weitere Inschrift bezeugt den Bau des Bauwerks fys2-m vor den Toren Maribs, gegenüber dem dortigen Athtar-Tempel. Möglicherweise wird er noch in einer weiteren, bruchstückhaften Inschrift erwähnt.